# Cobrava
Cobrava, Kobrava o Kobravaz (in croato Kobrava)  è un'isoletta disabitata a nord-ovest di Meleda, nel mare Adriatico, in Croazia. Amministrativamente appartiene al comune della città di Meleda, nella regione raguseo-narentana.

## Geografia
Cobrava ha una forma molto allungata, misura circa 2,45 km di lunghezza, e si restringe un poco al centro; ha una superficie di 0,521 km², uno sviluppo costiero di 5,45 km e l'altezza massima di 88,2 m nella parte occidentale, a est un altro rilievo è di 73,4 m. L'isola si trova parallela alla costa settentrionale di Meleda, a est di Porto Palazzo (luka Polače).
Isole adiacenti: 
- Morasnig, a nord-ovest.
- Taino[10], Taina[4] o Tainich[6] (Tajnik), isolotto disabitato a ovest di Cobrava, con una superficie di 0,094 km², uno sviluppo costiero di 1,34 km[1] e l'altezza massima di 58,1 m[2] 42°47′30″N 17°23′56″E.
- Orata[4][11], Ovrat[6] o Uchliata[5] (Ovrata), scoglio stretto e allungato, a nord di Cobrava, con una superficie di 0,036 km²[1] 42°47′38″N 17°24′29″E.
- scoglio Torre[12], Culla[6] o Culo[5][13] (hrid Kula), situato tra l'estremità orientale di Cobrava e punta Croce[14][15] (rt Križice); ha un'area di 1561 m²[7] 42°47′12″N 17°26′04″E.

### Cartografia
- (HR) Mappa topografica della Croazia 1:25000, su preglednik.arkod.hr. URL consultato il 6 marzo 2017.
- G. Giani, Carta prospettiva delle Comuni censuarie della Dalmazia, foglio 12, 1839. Fondo Miscellanea cartografica catastale, Archivio di Stato di Trieste.
- Carta di cabottaggio del mare Adriatico, foglio XI, Milano, Istituto geografico militare, 1822-1824. URL consultato il 16 febbraio 2017 (archiviato dall'url originale il 13 aprile 2013).